# Заречное (Аларский район)
Заречное — деревня в Аларском районе Усть-Ордынского Бурятского округа Иркутской области. Входит в муниципальное образование «Куйта».

## География
Деревня расположена в примерно 23 км юго-западнее районного центра.

## Внутреннее деление
Состоит из 7-х улиц:
- 1-я улица
- 2-я улица
- 3-я улица
- Молодёжная
- Новая

## Происхождение названия
Название происходит от русского речка, за речкой.

## Население
| 2002 | 2010 | 2011 | 2012 |
| ---- | ---- | ---- | ---- |
| 285  | ↘234 | ↘233 | ↗236 |

На 2010 год в деревне насчитывалось 234 жителя, на 2011 год — 68 хозяйств.